# Roland Kaiser (chanteur)
Pour les articles homonymes, voir Roland Kaiser et Kaiser.
Roland Kaiser, né Ronald Keiler le 10 mai 1952 à Berlin, est un chanteur allemand de Schlager.

## Biographie
Il grandit avec une mère adoptive. Après l'école, il fait dans les années 1960 d'abord un apprentissage dans le commerce et devient chef du service de la publicité chez un concessionnaire automobile. Il commence à côté une carrière de chanteur et se fait repérer par le producteur Gerd Kämpfe qui le fait travailler avec le compositeur Peter Wagner.
En 1974, Kaiser sort son premier single Was ist wohl aus ihr geworden? et en 1976 la version chantée de Verde (Frei, das heißt allein) de Ricky King est son premier succès commercial. Suit en 1977 Sieben Fässer Wein, une adaptation en allemand de Ba mwen en ti bo de La Compagnie créole. En 1980, il participe avec Hier kriegt jeder sein Fett au concours de sélection pour représenter l'Allemagne à l'Eurovision mais finit huitième sur douze candidats.
La même année, il obtient son plus grand succès, Santa Maria, qui est numéro 1 durant cinq semaines. La chanson est une adaptation en allemand du groupe italien Oliver Onions (it) auparavant numéro 1 six semaines en Allemagne. Les singles suivants Lieb mich ein letztes Mal, Dich zu lieben et Manchmal möchte ich schon mit dir sont aussi des succès.
Au début des années 1990, Kaiser ne peut plus miser sur ses réussites antérieures. Ses albums Grenzenlos et Grenzenlos 2 s'éloignent du schlager pour être plus proches d'une musique pop. Malgré la baisse des ventes, il reste l'un des chanteurs qui se produit le plus sur scène. Ses concerts annuels à Dresde attirent près de 20 000 spectateurs.
Il reste classé dans le Hit-Parade de la ZDF. Il écrit aussi pour d'autres chanteurs : Peter Maffay, Milva, Nana Mouskouri...
Entre 1995 et 2001, sa chanson Alles, was du willst est le générique de la série diffusée sur RTL Television Docteur Stefan Frank (de).
Sorti en janvier 2009, son album Wir sind Sehnsucht est un retour au succès, en atteignant la quatorzième place des ventes, sa meilleure vente depuis 25 ans. Il annonce pourtant en février 2010 devoir se retirer de la scène. Il révèle dans un livre dont il est l'auteur, souffrir depuis les années 2000 de broncho-pneumopathie chronique obstructive et subit une transplantation des poumons.
Roland Kaiser fait son retour le 30 octobre 2010 sur le plateau de Willkommen bei Carmen Nebel, émission de la ZDF, avec la chanson Das Fenster zum Hof. Il reprend les concerts lors d'une tournée commencée en juillet 2011. Le 1er juin 2012, il sort un nouvel album, une compilation, Affären, enregistré avec l'orchestre Babelsberg. Il revient dans l'émission de Carmen Nebel pour récolter des dons pour la Deutsche Krebshilfe, une association de lutte contre le cancer, qui atteignent la somme de 2,5 millions d'euros. Il joue dans un épisode de la série Tatort un chanteur appelé Roman König ; après un concours de la WDR 4, 230 personnes sont tirées au sort pour être les figurants d'un concert parmi 130 000 candidatures.
Roland Kaiser a un engagement caritatif, notamment envers les hôpitaux pour enfants ou la recherche de maladies rares comme la paraplégie spastique familiale. Depuis 2002, il est membre du SPD ; il apparaît à côté du chancelier Gerhard Schröder lors des élections fédérales allemandes de 2005.
Il fait un premier mariage avec celle qui est devenue l'épouse de l'acteur Michael Lesch (de). Il en fait un second avec Anja Schüte avec qui il a un fils. Depuis de nombreuses années, il vit à Münster, avec entretemps un déménagement de quelques années à Berlin-Zehlendorf. Il vit avec sa troisième épouse qui lui a donné deux enfants.

## Discographie[7]

### Singles
- 1976: Frei- Das heißt allein
- 1977: Sieben Fässer Wein
- 1978: Amore mio (amada mia, amore mio)
- 1979: Schach-Matt
- 1980: Santa Maria
- 1981: Lieb’ mich ein letztes Mal
- 1981: Dich zu lieben
- 1982: Wohin gehst du?
- 1982: Manchmal möchte ich schon mit dir…
- 1983: Ich will dich
- 1983: Die Gefühle sind frei
- 1984: Es kann der Frömmste nicht in Frieden leben
- 1984: Joana
- 1985: Flieg mit zu den Sternen
- 1985: Hier fing alles an
- 1986: Amore Amore
- 1986: Midnight Lady (einsam so wie ich)
- 1987: Haut an Haut
- 1988: Ich glaub’, es geht schon wieder los
- 1991: Wind auf der Haut und Lisa
- 1992: Sag niemals nie
- 1992: Lebenslänglich du
- 1994: Und wer küsst mich?
- 2013: Egoist

### Albums studio
- 1976: Verde - Frei - Das heißt allein
- 1977: Nicht eine Stunde tut mir leid
- 1979: Etwas von mir
- 1980: Santa Maria
- 1982: In Gedanken bei dir
- 1983: Gefühle sind frei
- 1984: Ich fühl’ mich wohl in deinem Leben
- 1985: Herz über Kopf
- 1985: Die schönsten Liebeslieder der Welt
- 1986: Ich will dich
- 1987: Auf dem Weg zu dir
- 1989: Seitenblicke
- 1989: Frauen
- 1991: HerzZeit
- 1992: Südlich von mir
- 1993: Verrückt nach dir
- 1995: Heute und hier
- 1996: Grenzenlos
- 1998: Grenzenlos II
- 1999: Mitten im Leben
- 2001: Alles auf Anfang
- 2003: Pure Lust
- 2006: Kinderzeit
- 2007: Sexy
- 2009: Wir sind Sehnsucht
- 2009: Besinnliche Weihnacht
- 2011: Alles ist möglich

### Albums live
- 1988: Live in Concert
- 2013: Live

## Source, notes et références
1. ↑  (de) Schlager.de, « Roland Kaiser », sur schlager.de
2. ↑  (de) « Promi-Nachrichten : Gesellschaft & Leute », sur rp-online.de (consulté le 13 avril 2023).
3. ↑  Roland Kaiser: Lungentransplantation!
4. ↑  Die Welt: Roland Kaiser mit neuer Lunge bei Carmen Nebel 17 octobre 2010.
5. ↑  wdr.de: Neuer Tatort aus Münster: Drehstart am 25. September 2012 – Kommissar Thiel, Prof. Boerne und der Schlagerkönig , 6 octobre 2012.
6. ↑  Sächsische Zeitung: Tatort Bühne! Hier singt sich Roland Kaiser in den TV-Krimi, 6 octobre 2012.
7. ↑  http://hitparade.ch/showinterpret.asp?interpret=Roland+Kaiser Discographie

- (de) Cet article est partiellement ou en totalité issu de l’article de Wikipédia en allemand intitulé « Roland Kaiser » (voir la liste des auteurs).